# Ram pam pam (Bess)
Ram pam pam è un singolo della cantante finlandese Bess, pubblicato il 14 gennaio 2022 come terzo estratto dal secondo album in studio Kädet ylös.

## Descrizione
Il 12 gennaio 2022 è stato annunciato che con Ram pam pam Bess avrebbe preso parte a Uuden Musiikin Kilpailu, il programma di selezione del rappresentante finlandese all'annuale Eurovision Song Contest. Il singolo è stato pubblicato in digitale due giorni dopo. Durante l'evento, che si è svolto il 26 febbraio, Bess si è piazzata al 3º posto.

## Tracce
Testi e musiche di Bess, Jonas Olsson e Tomi Saario.
1. Ram pam pam – 2:59

## Classifiche

### Classifiche settimanali
| Classifica (2022) | Posizione massima |
| ----------------- | ----------------- |
| Finlandia         | 1                 |

### Classifiche di fine anno
| Classifica (2022) | Posizione |
| ----------------- | --------- |
| Finlandia         | 1         |